# 沙下区

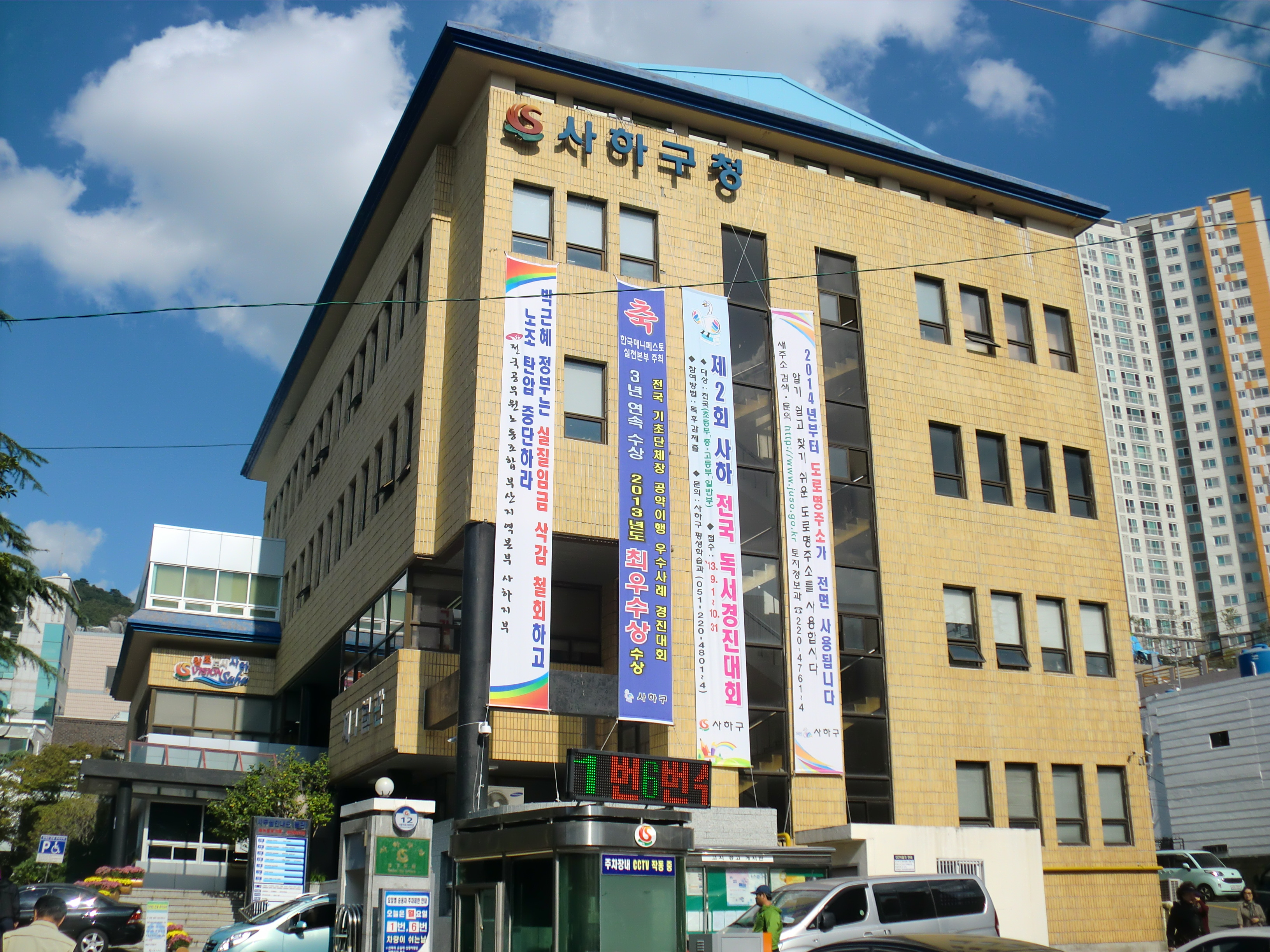
沙下區廳

行政區劃圖

沙下區（：／ Saha gu */?）是韓國釜山廣域市西部的一個區，西臨洛東江，南臨海。面積40.9平方公里，2009年人口361,324人。下分8洞。
原與沙上區同屬沙川面，屬東萊郡。1910年改屬釜山府沙下面。1983年設區。

## 觀光
- 甘川文化村

## 交通
釜山都市铁道2号线經過。

## 姐妹城市
- 大韓民國全羅南道和順郡
- 中华人民共和国天津市東麗區、上海市閘北區